# أخطبوطاوات
الأخطبوطاوات (الاسم العلمي: Octopodinae) هي أسرة من الرخويات تتبع الفصيلة الأخطبوطات من رتبة الأخطبوطيات.

## أجناس الأخطبوطاوات
- الأخطبوط المعروف
- أخطبوط أزرق الحلقات
- الأخطبوط العملاق
- إلدونة
- Cistopus
- Euaxoctopus
- Pinnoctopus
- Pteroctopus
- Robsonella
- Scaeurgus